# Citrate de sodium
Le citrate de sodium, appelé aussi citrate trisodique, peut être obtenu par un mélange de soude et d'acide citrique. C'est un additif alimentaire, E331(iii), qui peut être utilisé comme régulateur de l'acidité, séquestrant, émulsifiant ou stabilisant. Le citrate trisodique a pour formule Na3C6H5O7. Très souvent on l'appelle simplement citrate de sodium, cependant citrate de sodium peut aussi se référer aux deux autres sels de sodium de l'acide citrique, à savoir le citrate monosodique et le citrate disodique. Il possède une saveur légèrement acide.

## Utilisations

### Alimentation
Le citrate de sodium est principalement utilisé comme additif alimentaire normalement comme aromatisant ou comme conservateur. Son numéro E est E331. Le citrate de sodium est utilisé comme agent aromatisant dans certaines variétés de limonades. Il est commun comme ingrédient dans les saucisses Bratwurst (de) et aussi utilisé dans les boissons industrialisées pour leur donner un goût acide. On l'utilise dans les crèmes glacées, les confitures, le lait en poudre, les fromages industrialisés, les boissons gazeuses et le vin.

### Tampon
Comme base conjuguée à acide faible, le citrate peut être un tampon résistant aux variations de pH. Le citrate de sodium est utilisé pour contrôler l'acidité de certaines substances comme les desserts à base de gélatine. On peut le trouver dans les mini-réservoirs de lait qui accompagnent les machines à café. C'est un des composés des produits anti-acides à dissoudre dans l'eau vendus en pharmacie.

### Utilisation médicale
En 1914, le médecin belge Albert Hustin et le chercheur Luis Agote utilisèrent avec succès le citrate de sodium comme anti-coagulant dans les transfusions sanguines. On l'utilise encore aujourd'hui dans les tubes de collecte de sang ou pour le conserver dans les banques de sang. L'ion citrate séquestre les ions calcium du sang pour former des complexes de citrate de calcium empêchant la coagulation.
En 2003, Oöpik, et al., ont montré que, chez des coureurs à pied entraînés, l'ingestion d'une solution de citrate de sodium (0,5 g par kg de poids) améliorait les performances sur les parcours de 5 km.
Le citrate de sodium est utilisé pour soulager l'inconfort de l'infection du tractus urinaire comme la cystite, pour réduire l'acidose tubulaire rénale et peut aussi être utilisé comme laxatif osmotique. C'est le composé le plus important du soluté de réhydratation orale préconisé par l'OMS et UNICEF.

### Détartrage des chaudières
Le citrate de sodium est un agent efficace pour retirer le tartre carbonaté des chaudières pendant leur fonctionnement et pour nettoyer les radiateurs automobiles.